# Philippe Thyraud de Vosjoli
Philippe Thyraud, dit Thyraud de Vosjoli, né le 30 novembre 1920 à Chalon-sur-Saône et mort le 25 avril 2000 aux États-Unis, est un ancien haut fonctionnaire français et membre du Service de documentation extérieure et de contre-espionnage (SDECE).
Installé aux États-Unis en 1951, il a été le chef de poste du SDECE à Washington de 1951 à 1963, devenant notamment correspondant inamovible auprès de la CIA. Il est officiellement le premier officier de renseignement français à faire défection aux États-Unis.

## Biographie

### Jeunesse et études
Philippe Thyraud de Vosjoli naît dans une famille aisée. Son père est notaire. Il étudie à l'École libre des sciences politiques.

### Parcours professionnel
Philippe Thyraud de Vosjoli tente de rejoindre, à 22 ans, les Forces françaises libres à Londres. Il passe par l'Espagne où il est arrêté et emprisonné par les autorités espagnoles, puis et il rallie le gouvernement provisoire français à Alger, en 1943. Il intègre alors le Bureau central de renseignements et d'action (BCRA), les services spéciaux gaullistes. 
Après-guerre, il intègre le SDECE. Le SDECE est la fusion entre le Service de renseignement (SR) de la IIIe République puis du régime de Vichy, et le BCRA
Sa carrière au SDECE se termine sur un grave conflit avec les autorités de son service d'appartenance, lié à plusieurs incidents :
- le refus, selon lui, du SDECE de donner crédit aux révélations d'Anatoli Golitsyne, un officier du KGB de très haut rang qui a fait défection aux États-Unis en 1961, sur l'existence d'un réseau d'agents soviétiques nommé Saphir au sein du SDECE et de l'entourage immédiat du président de Gaulle ;
- la désapprobation d'une partie de ses supérieurs hiérarchiques pour avoir transmis d'initiative à ses homologues américains des renseignements déterminants dans le cadre de la crise des missiles de Cuba[3]  et leur souhait de transmettre les noms de ses contacts anticastristes à Cuba [4]
- l'ordre qui lui aurait été donné de constituer un réseau d'espionnage contre les États-Unis[5].

Rappelé à Paris pour consultations en octobre 1963, il choisit de démissionner et de rester aux États-Unis,,.

## Œuvre
Thyraud de Vosjoli a écrit sur son expérience le livre Lamia, l'anti-barbouze  (ISBN 0-7759-0333-7),

## En littérature et au cinéma
En 1967, Philippe Thyraud de Vosjoli a fortement inspiré Leon Uris, auteur du roman Topaz qui insinue « que le cœur de l'espionnage soviétique en France battait à l’Élysée »
. L'ancien fonctionnaire du SDECE s'identifie au personnage d'André Devereaux.
Le roman sera adapté au cinéma par Alfred Hitchcock avec le film L'Étau en 1969.
En 1973, il est aussi considéré[réf. nécessaire] comme à l'origine du personnage de Lucien Berthon, incarné par l'acteur Philippe Noiret dans le film Le Serpent d'Henri Verneuil.

## Sources
- Tom Mangold, Cold Warrior  (ISBN 9780671662738)
- Pierre de Villemarest, L’espionnage soviétique en France 1944-1969, Nouvelles éditions latines, 319 p., 1969.